# Agelasta striata
Agelasta striata es una especie de escarabajo longicornio del género Agelasta, categorizada en la tribu Mesosini, de la subfamilia Lamiinae. Fue descrita por Hüdepohl en 1990.

## Descripción
Mide 17-20 mm de longitud.

## Distribución
Se distribuye por Tailandia.